# Hilbing (Malgersdorf)
Hilbing ist eine Einöde mit vier Einwohnern in der Gemeinde Malgersdorf im niederbayerischen Landkreis Rottal-Inn.

## Geografie und Verkehrsanbindung
Hilbing ist über die Bundesstraße 20 und die PAN36 „Döttenau“ an das Straßennetz angeschlossen.